# Macginitiella delmaris
Macginitiella delmaris är en plattmaskart. Macginitiella delmaris ingår i släktet Macginitiella och familjen Leptoplanidae. Inga underarter finns listade i Catalogue of Life.